# 弗兰克·邓斯特
弗兰克·邓斯特（英語：Frank Dunster，1921年3月24日—1995年4月8日），加拿大男子冰球运动员，场上位置是后卫。他曾代表加拿大参加1948年冬季奥林匹克运动会冰球比赛，获得一枚金牌。